# Красотіл бронзовий
Красотіл бронзовий (Calosoma inquisitor) — вид твердокрилих комах родини турунових (Carabidae).

## Поширення
Вид поширений у більшій частині Європи, Північній Африці, Малій Азії, Ірані та на Кавказі, а також є відокремлена популяція у Східному Сибіру та Японії. Живе в основному в листяних лісах, від низин до гір, але також трапляється в чагарниках і садах. Жуки рідкісні, але часто зустрічаються подекуди в окремі роки.

## Опис
Жук завдовжки від 13 до 22 міліметрів. Тулуб мідного кольору, іноді також зеленуватий на боках переднеспинки і надкрилах. Зрідка жуки чорні і мають мідний, зелений або блакитний блиск по всьому тілу. Надкрила з дрібними поздовжніми борозенками і мають дрібні зелені крапки в четвертому, восьмому та дванадцятому місцях, які можна побачити лише при збільшенні.

## Спосіб життя
Імаго є хижими, полюють на різних комах, особливо, харчуються личинками лускокрилих. Вони добре літають і трапляються не тільки на землі, але і в кущах, і на деревах. У разі небезпеки жук може впасти, а потім погрожувати, піднімаючи вгору передню частину тіла і розправляючи нижні щелепи. Самиці відкладають близько 50 яєць. Личинки також є хижими і дуже швидко розвиваються. Заляльковуються у землі. Молоді жуки з'являються в червні, але все ще залишаються в діапаузі у землі до наступної весни.